# Manderston House

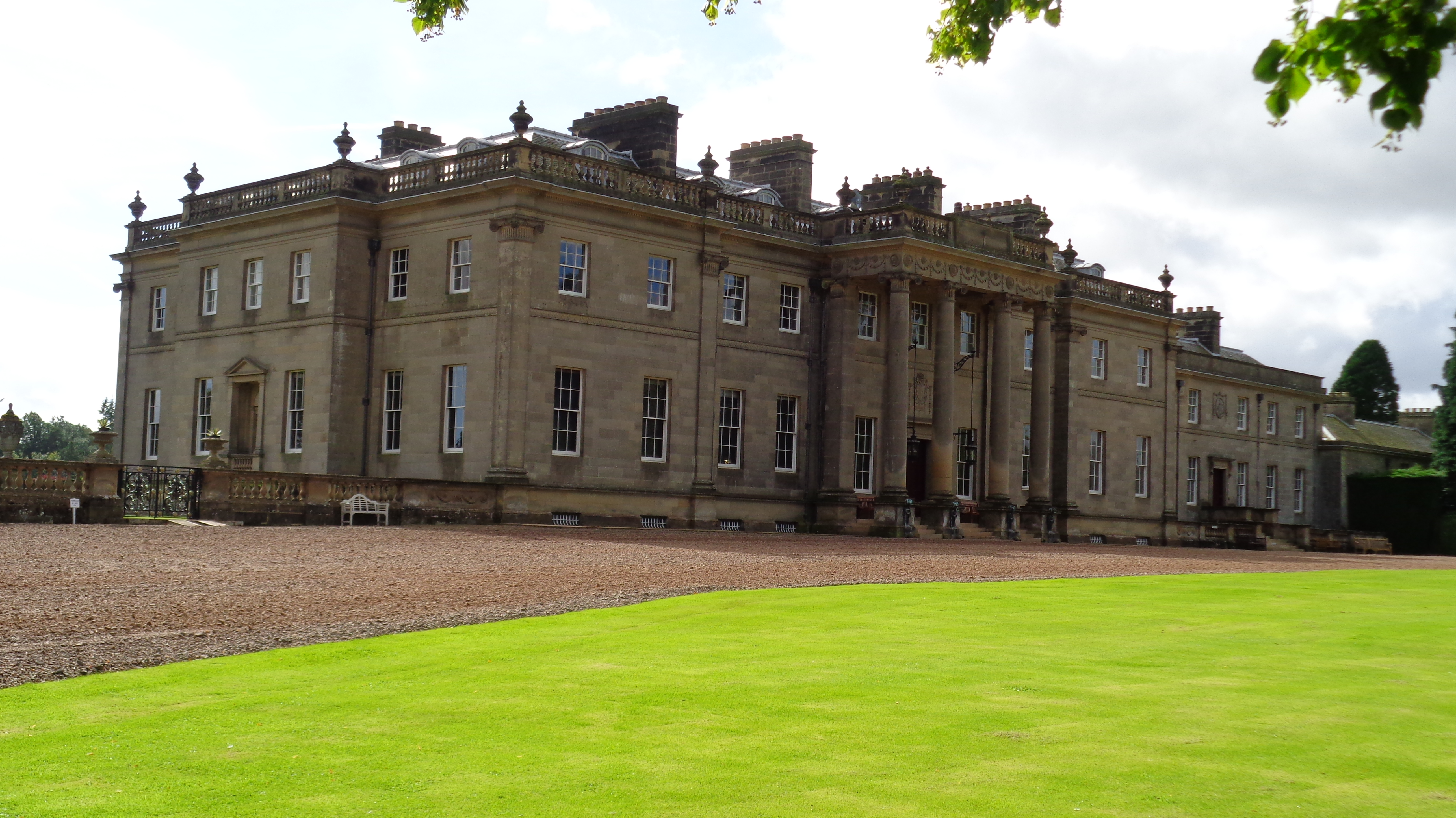
Manderston House

Manderston House ist ein klassizistisches Herrenhaus rund zwei Kilometer östlich der schottischen Ortschaft Duns in der Council Area Scottish Borders. 1971 wurde das Bauwerk in die schottischen Denkmallisten in der höchsten Denkmalkategorie A aufgenommen. Neun weitere zugehörige Bauwerke sind eigenständig als Kategorie-A-Denkmäler klassifiziert. Hinzu kommen 18 als Kategorie-B-Denkmäler eingestufte sowie fünf Kategorie-C-Bauwerke. Zusammen mit den Gärten und verschiedenen Terrassen bildet Manderston House außerdem ein Denkmalensemble der Kategorie A. Zuletzt ist das Gesamtanwesen im schottischen Register für Landschaftsgärten verzeichnet. In vier von sieben Kategorien wurde das höchste Prädikat „herausragend“ verliehen.

## Geschichte
Historisch zählte Manderston zu den Ländereien des Clans Home, welcher dort einen Wehrbau unterhielt. Archibald Swinton erwarb das Anwesen 1769. Dalhousie Weatherstone erwarb Manderston um 1790. Er ließ dort ein Herrenhaus erbauen, welches die Keimzelle des heutigen Manderston House bildete. Welcher Architekt den Entwurf lieferte, ist nicht geklärt. Als mögliche Schöpfer werden Alexander Gilkie und John White genannt. In den 1850er Jahren erwarb Richard Miller das Anwesen. Sein Bruder William Miller, 1. Baronet begann mit der Entwicklung der Ländereien und wendete dafür, nachdem er Manderston 1880 geerbt hatte, bis zu seinem Tode 1887 hohe Summen auf.
Sein Erbe James Miller, 2. Baronet beauftragte um 1890 den schottischen Architekten John Kinross mit den ersten Arbeiten im Wesentlichen an Außengebäuden, jedoch auch am Hauptgebäude, bei denen verschiedene jüngere Ergänzungen abgebrochen wurden. Zwischen 1901 und 1905 überarbeitete Kinross das Herrenhaus umfassend. Bei diesen Arbeiten blieben nur noch Fragmente des ursprünglichen Gebäudes erhalten. Miller verstarb wenige Monate nach Beendigung der Arbeiten. Manderston ging an seinen jüngeren Bruder John Miller, 3. Baronet. Da dieser 1918 ohne Nachkommen verstarb, wurde Manderston über die weibliche Linie vererbt und gelangte in den Besitz der Familie Bailie. Wiederum über die weibliche Linie erbte Adrian Palmer, 4. Baron Palmer 1978 das Anwesen. Aus wirtschaftlichen Gründen öffnet er Manderston House für die Öffentlichkeit. Im Zuge dieser Maßnahmen, bei denen auch Gelder aus dem Heritage Lottery Fund zur Restaurierung akquiriert werden konnten, entstand ein Besucherzentrum.